# نحو
نَحو یا جمله‌شناسی در زبان‌شناسی به دانش مطالعه‌ی قواعد مربوط به نحوه‌ی ترکیب و در کنار هم آمدن واژه‌ها به‌منظور ایجاد و درک جملات در یک زبان گفته می‌شود.
این شاخه‌ی مهم از دستور هر زبان، نظام‌مندی و خلاقیت فراوانی را طلب می‌کند. درست است که انسان‌ها می‌توانند مجموعه ‌کلمات یک جمله را با ترتیب گوناگونی در کنار هم قرار دهند، ولی تمامی آن‌ها جملات معنی‌دار نخواهند شد. مثلاً به این دو جمله توجه کنید:
1. خرید را کتاب مرد.
2. مرد کتاب را خرید.

در اینجا، جمله‌ی اول در ساختارهای زبانی زبان فارسی غیرمجاز و بی‌معنی است؛ ولی، دومی که درست همان مجموعه‌ی کلمات را داراست، ساختاری مورد پذیرش از نظر ساختار و دستورهای نحوی زبان فارسی دارد.
موضوعات اصلی در نحو عبارتند از ترتیب کلمات، روابط دستوری، ساخت‌های سلسله‌مراتبی یا سازه‌ها، مطابقت دستوری، ماهیت تنوع‌های بین زبان‌ها و رابطه‌ی میان صورت و معنی (معناشناسی). رویکردهای متعددی به نحو وجود دارد که در مفروضات و اهداف با یکدیگر تفاوت دارند.

## مباحث
حوزه‌ی نحو دربردارنده‌ی مباحث مختلفی است که یک نظریه‌ی نحوی باید از پس تبیین آنها بربیاید. رابطه‌ی میان این مباحث در نظریه‌های مختلف متفاوت است؛ ممکن است در برخی نظریه‌ها این مباحث از هم متمایز شوند و یا در برخی نظریات دیگر، یکی از دل دیگری بیرون آمده باشد (به طور مثال ترتیب کلمات در یک نظریه ممکن است نتیجه‌ی قواعد حرکت باشد و از روابط دستوری ریشه بگیرد).

#### توالی فاعل، فعل، مفعول
یک توصیف ساده در مورد نحو یک زبان، ترتیبی است که فاعل (S)، فعل (V) و مفعول (O) در جمله تظاهر پیدا می‌کند. بیش از ۸۵٪ زبان‌ها فاعل را در ابتدای جمله قرار می‌دهند؛ خواه ترتیب جمله در آن زبان SVO باشد و یا SOV. ترتیب‌های ممکن دیگر عبارتند از VSO،‌ VOS، OVS و OSV که از میان اینها، تنها VSO نسبتا رایج است و سه توالی دیگر بسیار نادر هستند. در بیشتر نظریه‌های نحوی دستور زایشی این تفاوت ظاهری ریشه در یک ساختار سازه‌ای پیچیده‌تر دارد و هر ترتیبی ممکن است اشتقاق‌های مختلفی داشته باشد. همچنین ترتیب کلمات ممکن است کارکردهای معناشناختی عناصر را نشان بدهد.

##### روابط دستوری
یک توصیف دیگر در مورد ساختار زبان، معطوف به مجموعه‌ی روابط دستوری ممکن میان اجزای جمله در هر زبان است. توصیف روابط دستوری می‌تواند شامل متعدی بودن، مجهول‌سازی، نشانه‌گذاری هسته-وابسته و سایر مطابقه‌های دستوری باشد. زبان‌های مختلف معیار‌های مختلفی برای روابط دستوری دارند.